# دونگا یوباتا
دونگا یوباتا (به صربی: Donja Ljubata) یک منطقهٔ مسکونی در صربستان است که در بوسیلگراد واقع شده‌است. دونگا یوباتا ۳۹۵ نفر جمعیت دارد.